# Michael Schiller (Chemiker)

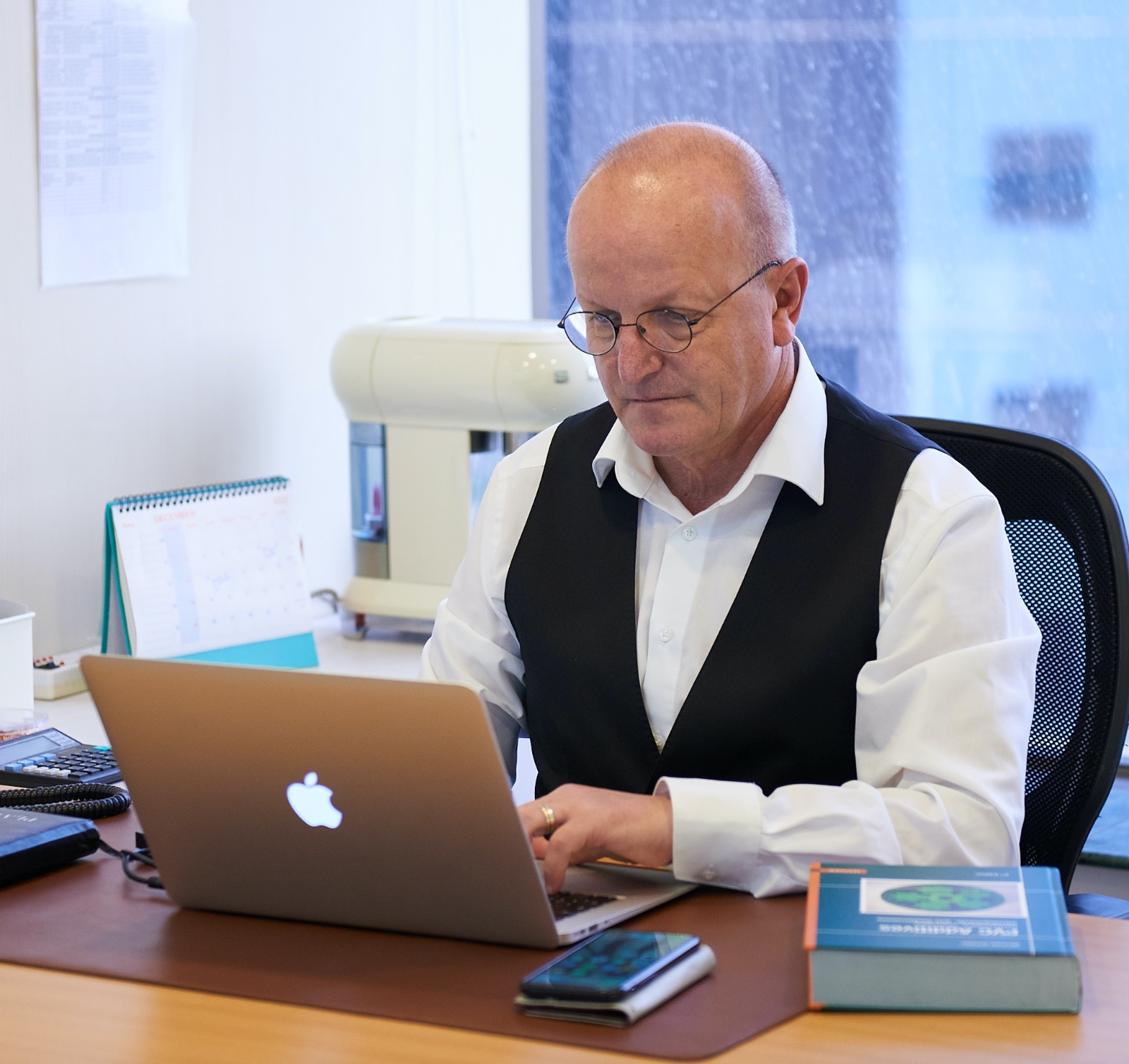
Michael Schiller, 2023

Michael Schiller (* 4. August 1959 in Zeitz als Michael Schmidt) ist ein deutscher Chemiker, Autor, Herausgeber  und Wissenschaftler in der PVC-Industrie.

## Werdegang
Michael Schiller wurde als erstes von fünf Kindern geboren. Sein Vater Manfred arbeitete als Feuerwehrmann und später als Polizist. Die Mutter Waltraud war mit ihrer Familie beschäftigt. Nach der Schulausbildung von 1966 bis 1974 an der Polytechnischen Oberschule und von 1974 bis 1978 an der Erweiterten Oberschule Geschwister Scholl in Zeitz leistete Schiller zunächst seinen Militärdienst ab. Von 1981 bis 1986 studierte er Chemie an der Technischen Hochschule Leuna-Merseburg (THLM). Im Jahr 1986 erlangte er den Abschluss eines Diplomchemikers (Äquivalent mit MSc) und schloss 1989 an derselben Universität seine Promotion als Dr. rer. nat. in Photochemie in der Arbeitsgruppe von Hans-Joachim Timpe ab.
Schiller plante eine akademische Laufbahn. So arbeitete er von 1990 bis 1991 als wissenschaftlicher Assistent an der THLM. 1990 heiratete er und seine erste Tochter wurde geboren und 1993 seine zweite Tochter. Von 1990 bis 1992 studierte er an der Humboldt-Universität Berlin postgradual Gewerblichen Rechtsschutz. 1992 wechselte Schiller als Laborleiter zur Chemson Polymer Additive GmbH in Arnoldstein, wo er heute noch lebt und arbeitet, in die PVC-Industrie. Im Jahr 2000 wurde er Leiter Forschung und Entwicklung der Chemson Group. Von 2001 bis 2011 gab Schiller beim Carl Hanser Verlag Seminare zum Thema „PVC – ein nachhaltiger Werkstoff mit Besonderheiten“. Von 2007 bis 2008 nahm Schiller am ersten Fernlehrgang „Leading Change for a Sustainable Chemical Industry“ an der Technischen Hochschule  Blekinge in Zusammenarbeit mit The Natural Step teil.  Im Juli 2009 verließ Schiller Chemson und wechselte als Geschäftsführer von Akdeniz Austria zur Akdeniz Kimya in Kemalpasa, Türkei. Ein Jahr später wurde er bis Oktober 2015 Leiter des Zentrums für Innovation und Nachhaltigkeit von Akdeniz. Nach seinem Ausscheiden aus Akdeniz Kimya machte sich Schiller mit HMS Concept e.U. selbstständig. Seit etwa 2010 gibt Schiller an der Montanuniversität Leoben bei Bedarf Vorlesungen zum Thema PVC. Schiller ist federführender Erfinder einer Reihe von Patentfamilien und Autor einer Vielzahl von wissenschaftlichen Publikationen und Vorträgen. Gemeinsam mit Gerhard Zuschnig hat er in der kostenpflichtigen Online-Plattform „PVC eSolution“ vom Hanser Verlag das Lexikon „PVC A-Z“ geschrieben.

## Werke
- mit Hans Zweifel,  Ralph D. Maier (Herausgeber): Plastics Additives Handbook. 6. Auflage, Carl Hanser Verlag, München 2009, ISBN 978-3-446-40801-2
- mit Ralph D. Maier (Herausgeber): Handbuch der Kunststoff-Additive. 4. vollständig neu bearbeitete Auflage, Carl Hanser Verlag, München 2016, ISBN 978-3-446-22352-3
- mit Hans Zweifel, Ralph D. Maier (Herausgeber): Добавки к полимерам. Справочник. Издательство Профессиа, St. Petersburg 2016, ISBN 978-5-91884-008-5
- mit Richard P. Krock,  Peter Frenkel, James W. Summers,  Charles A. Daniels (Herausgeber): PVC Handbook. 2. Auflage, Carl Hanser Verlag, München 2025, ISBN 978-1-56990-185-4
- PVC Additives. 2. Auflage. Carl Hanser Verlag, München 2022, ISBN 978-1-56990-871-6 (1. Auflage ISBN 978-1569905432)
- Michael Schiller: PVC Stabilisatoren. 1. Auflage. Carl Hanser Verlag, München 2010, ISBN 978-3-446-41910-0
  - Michael Schiller: Добавки к ПВХ, 1. Auflage. Издательство Профессиа, St. Petersburg 2017, ISBN 978-5-91884-086-3

## Belege
1. ↑  Michael Schmidt: Photochemie und Photophysik heterocyclischer Ketone. (dnb.de [abgerufen am 10. September 2023]).
2. ↑  The Natural Step and PVC. In: The Natural Step. 13. Juni 2015, abgerufen am 11. September 2023 (amerikanisches Englisch).
3. ↑  HOME. Abgerufen am 10. September 2023.
4. ↑  Michael Schiller. Abgerufen am 11. September 2023 (englisch).
5. ↑  Patent  US8633266B2: Tin-free stabilizer composition. Angemeldet am 11. Mai 2011, veröffentlicht am 21. Januar 2014, Erfinder: Cagan Heris, Tarkan Uysal, Michael Schiller.‌
6. ↑  Patent  EP0742782B1: Basische Schichtgitterverbindungen. Angemeldet am 31. Januar 1995, veröffentlicht am 6. Mai 1998, Anmelder: Chemson Polymere Additive, Erfinder: Michael Schiller, Hartmut Hensel, Heinz Krivanec, Karoline Pacher, Paul Ebner, Klaus Dolleschal, Emil Lattacher, Christina Summerer.‌
7. ↑  Patent  EP2361282B1: Schwermetallfreie Stabilisatorzusammensetzung für halogenhaltige Polymere. Angemeldet am 26. November 2009, veröffentlicht am 21. Februar 2018, Anmelder: Chemson Polymer-Additive AG, Erfinder: Bernhard Pelzl, Michael Schiller, Hendrik Willem Huisman.‌
8. ↑  https://www.kunststoffe.de/a/fachartikel/bewitterung-kreide-als-fuellstoff-einflu-258250
9. ↑  E. Torres, M. T. Berard, M. Schiller: Impact modifiers and their influence in toughness and plate-out in highly filled rigid PVC formulations. In: Plastics, Rubber and Composites. Band 37, Nr. 9–10, Dezember 2008, ISSN 1465-8011, S. 392–396, doi:10.1179/174328908X356536 (tandfonline.com [abgerufen am 29. Oktober 2023]).
10. ↑  Marianne Gilbert, Neil Varshney, Koen van Soom, Michael Schiller: Plate-out in PVC extrusion. I. Analysis of plate-out. In: Journal of Vinyl and Additive Technology. Band 14, Nr. 1, März 2008, S. 3–9, doi:10.1002/vnl.20136 (wiley.com [abgerufen am 29. Oktober 2023]).
11. ↑  Neil Varshney, Marianne Gilbert, Marc Walon, Michael Schiller: Plate‐out in PVC extrusion. II. Lubricant effects on the formation of die plate‐out in lead‐based rigid PVC formulations. In: Journal of Vinyl and Additive Technology. Band 18, Nr. 4, Dezember 2012, ISSN 1083-5601, S. 209–215, doi:10.1002/vnl.20298 (wiley.com [abgerufen am 29. Oktober 2023]).
12. ↑  Michael Schiller, Özge Aksin Artok, Cornelia Damm: Photopinking of white PVC products: A kind of magic. In: Journal of Vinyl and Additive Technology. Band 24, Nr. 3, August 2018, ISSN 1083-5601, S. 195–207, doi:10.1002/vnl.21548 (wiley.com [abgerufen am 29. Oktober 2023]).
13. ↑  Michael Schiller, Mark Everard: Metals in PVC stabilization considered under the aspect of sustainability ‐ one vision. In: Journal of Vinyl and Additive Technology. Band 19, Nr. 2, Juni 2013, ISSN 1083-5601, S. 73–85, doi:10.1002/vnl.20328 (wiley.com [abgerufen am 29. Oktober 2023]).
14. ↑  Özge Aksın Artok, Michael Schiller, Mark Everard: Metal soaps under the view point of sustainability—One vision. In: Journal of Vinyl and Additive Technology. Band 23, Nr. 2, Mai 2017, ISSN 1083-5601, S. 125–134, doi:10.1002/vnl.21487 (wiley.com [abgerufen am 29. Oktober 2023]).
15. ↑  K. E. Lunde, J. Leadbitter, M. Schiller: Sustainability assessment of stabiliser systems for use in PVC pipes. In: Plastics, Rubber and Composites. Band 34, Nr. 3, März 2005, ISSN 1465-8011, S. 155–160, doi:10.1179/174328905X55542 (tandfonline.com [abgerufen am 16. November 2023]).
16. ↑  Michael Schiller: Quality control of PVC stabilizers – A kind of Magic? 8. Dezember 2022, abgerufen am 14. Dezember 2023 (englisch).
17. ↑  Michael Schiller, Bernhard Pelzl, Johann Woschitz, S. Schwarz, A. Jahnke, Peter Wilhelm, Boril Stefanov Chernev: Artificial Weathering of PVC Window profiles: 6th European Additives & Colors Conference. 11. März 2009 (elsevierpure.com [abgerufen am 16. November 2023]).
18. ↑  Minimize Discoloration of PVC products - Online Course. Abgerufen am 16. November 2023 (englisch).
19. ↑  Plate out in PVC Extrusion A never ending Story? Dr. M. Schiller, Dr. B. Pelzl, R. Haberleitner (Chemson Group), Dr. Y. Salamonov (Elnova) - PDF Free Download. Abgerufen am 16. November 2023.
20. ↑  Hanser startet PVC eSolution. Abgerufen am 29. Oktober 2023.
21. ↑  E-Learning: Concentrated PVC Expertise. Abgerufen am 29. Oktober 2023 (englisch).

| Personendaten    | Personendaten                  |
| ---------------- | ------------------------------ |
| NAME             | Schiller, Michael              |
| ALTERNATIVNAMEN  | Schmidt, Michael (Geburtsname) |
| KURZBESCHREIBUNG | deutscher Chemiker             |
| GEBURTSDATUM     | 4. August 1959                 |
| GEBURTSORT       | Zeitz                          |